# Lista do Patrimônio Mundial em São Cristóvão e Neves
A Organização das Nações Unidas para a Educação, a Ciência e a Cultura (UNESCO) propôs um plano de proteção aos bens culturais do mundo, através do Comité sobre a Proteção do Património Mundial Cultural e Natural, aprovado em 1972. Esta é uma lista do Patrimônio Mundial existente em São Cristóvão e Neves, especificamente classificada pela UNESCO e elaborada de acordo com dez principais critérios cujos pontos são julgados por especialistas na área. São Cristóvão e Neves, país do Mar do Caribe, ratificou a convenção em 10 de julho de 1986, tornando seus locais históricos elegíveis para inclusão na lista.
O sítio Parque Nacional da Fortaleza de Brimstone Hill foi o primeiro local de São Cristóvão e Neves incluído na lista do Patrimônio Mundial da UNESCO por ocasião da 23ª Sessão do Comitè do Património Mundial, realizada em Marraquexe (Marrocos) em 1999. Desde então, este bem de classificação Cultural permanece como o único sítio de São Cristóvão e Neves classificado como Patrimônio da Humanidade. 

## Bens culturais e naturais
São Cristóvão e Neves conta atualmente com os seguintes lugares declarados como Patrimônio da Humanidade pela UNESCO:
| | Parque Nacional da Fortaleza de Brimstone Hill |
| Bem cultural inscrito em 1999. |                                                |
| Localização: Saint Thomas Middle Island |                                                |
| Projetada pelos britânicos e construída por escravos africanos, a Fortaleza de Brimstone Hill está em admirável estado de preservação e é um exemplo notável da aplicação dos princípios da arquitetura militar dos séculos XVII e XVIII ao contexto caribenho. Além disso, esta fortaleza é um testemunho da expansão colonial europeia, do tráfico de escravos e do surgimento de novas sociedades na região do Caribe. (UNESCO/BPI) |                                                |

## Lista Indicativa
Em adição aos sítios inscritos na Lista do Patrimônio Mundial, os Estados-membros podem manter uma lista de sítios que pretendam nomear para a Lista de Patrimônio Mundial, sendo somente aceitas as candidaturas de locais que já constarem desta lista. Desde 1998, São Cristóvão e Neves apresenta 2 locais na sua Lista Indicativa.
| Sítio                        | Imagem | Localização   | Ano  | Dados UNESCO | Descrição |
| ---------------------------- | ------ | ------------- | ---- | ------------ | --- |
| Zona histórica de Basseterre |        | São Cristóvão | 1998 | Cultural     | Fundada por volta de 1625 como a primeira cidade francesa no Caribe, Basseterre está localizada em uma baía abrigada que se abre sobre uma extensa e fértil planície e tornou-se a capital colonial britânica em 1727. O plano ortogonal mais antigo foi elaborado pelos franceses, enquanto outros edifícios históricos combinam elementos da arquitetura colonial francesa e inglesa. |
| Cidade de Charlestown        |        | Neves         | 1998 | Cultural     | Charlestown foi fundada por volta de 1660 e logo depois se tornou a capital de Neves e sede do governo das Ilhas de Sotavento até meados da década de 1720. Situada na costa de Neves, a cidade possui edifícios em estilo georgiano e continua a ser o centro comercial do país. É notória também como local de nascimento de Alexander Hamilton.                                      |